# Rue Willem Kuhnen
Pour les articles homonymes, voir Willem et Kuhnen.
La rue Willem Kuhnen (en néerlandais : Willem Kuhnenstraat) est une rue bruxelloise de la commune de Schaerbeek qui va du boulevard Lambermont à l'avenue Docteur Dejase et est prolongée par la rue Adolphe Marbotin.

## Histoire et description
Cette rue porte le nom d'un ingénieur et architecte belge, Willem Kuhnen, né à Aix-la-Chapelle le 11 septembre 1834 et décédé à Schaerbeek le 10 février 1907.
La numérotation des habitations va de 9 à 81 pour le côté impair et de 8 à 82 pour le côté pair.

## Adresses notables
- no 32 : Olivier Marcovich, artiste peintre et plasticien
- no 50 : Ad Hoc Agency, asbl